# Камиј Клодел (филм)
Камиј Клодел (фр. Camille Claudel) је француски биографски играни филм из 1988. године. Филм је режирао француски кинематограф и режисер Бруно Нуитен (фр. Bruno Nuytten).

## Радња
Филм Камиј Клодел је биографски , историјски, романтични филм, о животу вајарке Камиј Клодел (1864-1943), сестре писца Пола Клодела (1868-1955). Филм је и прича о великој љубави вајара Огиста Родена (1840-1917) и младе Камиј. Камил је била асистент и љубавница чувеног вајара. После неког времена проведеног са њим покушала да изађе из његове сенке.Живела је у сенци свог учитеља и сарадника, великог Огиста Родена који је од ње био старији 24 године. Та сенка јој је била заклон и заштита, али и зла коб њеном стваралачком духу. Након разиласка са Роденом боравила је око тридесет година у болници за ментално здравље. Током боравка у болници, у писмима која је слала, молила је за избављење, међутим, узалуд.

## Улоге
| Главне улоге        | Главне улоге            |
| Глумац              | Улога                   |
| ------------------- | ----------------------- |
| Изабел Ађани        | Камиј Клодел            |
| Жерар Депардје      | Огист Роден             |
| Мадлен Робинсон     | Louise-Athanaise Клодел |
| Лоран Гревил        | Пол Клодел              |
| Philippe Clévenot   | Eugène Blot             |
| Катрин Бурман       | Џеси Липскомб           |
| Максим Леру         | Клод Дебиси             |
| Данијеле Лебрен     | Роуз Бере               |
| Jean-Pierre Sentier | Лимет                   |
| Роже Планшон        | Морхардт                |
| Орел Доазан         | Луиза Клодел            |
| Madeleine Marie     | Викторија               |
| Ален Кини           | Луј Проспер             |

## Прикaзивање
Филм је прву биоскопску пројекцију имао 7. децембра 1988 године.

## Награде
На додели награде Француске филмске академије Цезар, 1989. године, филм је добио пет награда:
- за најбољу главну женску улогу Изабела Ађани
- за најбољу фотографију Pierre Lhomme
- за најбољи костим Dominique Borg
- за најбољу сценографију Bernard Vezat
- за најбољи филм у режији Бруна Нуитен

Филм је био номинован за још седам награда: за најбољег главног глумца (Жерар Депардје), за најбољу мушку епизодну улогу (Alain Cuny), најбољи млади глумац (Laurent Grévill), најбоља музика (François Groult, Dominique Hennequin, Guillaume Sciama), за најбољу монтажу (Joëlle Hache, Jeanne Kef), и за најбољи деби у режији Бруна Нуитен.